# Prosper-Ambroise de Precipiano
Prosper-Ambroise de Precipiano, comte de Soye, né vers 1625 dans la ville libre d'Empire de Besançon et décédé le 4 mai 1707 à Bruxelles dans les Pays-Bas espagnols, est un militaire et ingénieur comtois connu pour avoir commencé la construction de la citadelle de Besançon. Il a été également, l'un des chefs militaires comtois pendant la seconde conquête de la Franche-Comté.

## Biographie
Prosper Ambroise de Precipiano appartient à une famille d'origine génoise, établie en Franche-Comté sous Charles Quint. Il est fils d'Achille de Precipiano, baron de Soye, gentilhomme de la chambre du roi d'Espagne, sergent de bataille des armées impériales, et de Jeanne de Montrichard. Il est également le frère aîné d' Humbert de Precipiano.

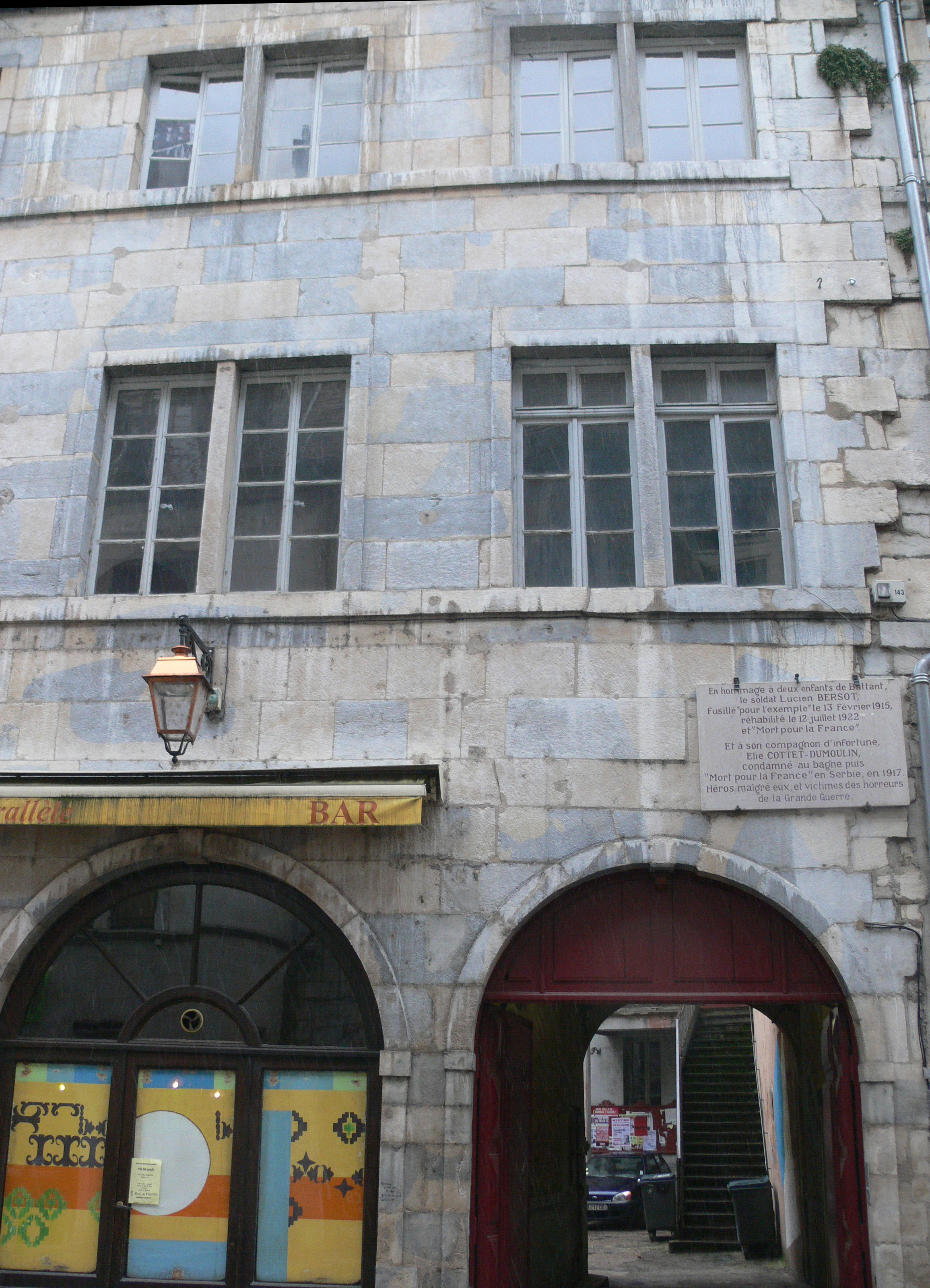
Hotel d'Achey, résidence de Prosper de Precipiano

Prosper devient, comme son arrière-grand-père Ambrosio de Precipiano, militaire et ingénieur. En 1668, il est mestre de camp et gouverneur militaire de Besançon pour les Habsbourg d’Espagne. Il acquiert l'Hotel d' Achey où il résidera jusqu'à la chute de la ville en 1674. Lors de la première conquête de le Franche-Comté, la ville offre sa reddition sans combattre et Precipiano est maintenu à son poste par les Français. Vauban sollicite juste après, Precipiano qui réalise les plans d’amélioration de la citadelle de Besançon. Mais au traité d'Aix-la-Chapelle, les Français doivent rendre la province à l'Espagne qui se chargera finalement des travaux.
Dès la fin de l'année 1668, il est nommé gouverneur de la citadelle de Besançon et aussi « gouverneur des forts faits et à faire ». Il dirige pendant six années, la construction de l'ouvrage assisté de l'ingénieur flamand Cornelius Verboom. Deux fronts sont construits : le front Royal et le front de secours, même si c'est Vauban qui a débuté l'édification de ce dernier en 1668.
En 1673 il est nommé bailli d'Aval, en remplacement du jeune marquis de Listenois qui venait de tenter de soulever la Franche-Comté contre les Espagnols. Il est également fait chevalier de Saint- Georges.
En 1674 lors de la seconde conquête de la Franche-Comté, il est a son poste à la citadelle de Besançon. Au cours du siège il résiste jusqu'au bout contre les Français: les militaires de la citadelle sont les derniers à se rendre. Après la conquête il reste fidèle à l'Espagne et quitte la Franche-Comté. Il se réfugie à Luxembourg puis aux Pays-bas espagnols. D'abord à Bruges où vit son frère Humbert, puis à Bruxelles. Il sera récompensé de sa fidelité par le roi d'Espagne avec le grade de général de bataille. Sa femme, Marie de Serainchamp, qui fut dame d'atours de la reine de Pologne, meurt à Bruges le 29 avril 1686. Il meurt à son, tour à Bruxelles le 4 mai 1707 sans descendance.
Son nom est aujourd'hui inscrit sur les murailles de la citadelle de Besançon.